# Triacanthodidae
Famille
Triacanthodidae est une famille de poissons tetraodontiformes (la plupart des tetraodontiformes sont des poissons marins qui vivent à l'intérieur et autour des récifs coralliens).

## Liste des genres
Selon FishBase (28 mai 2016), World Register of Marine Species (4 Oct 2011) et ITIS (4 Oct 2011) :
- genre Atrophacanthus Fraser-Brunner, 1950 -- 1 espèce
- genre Bathyphylax Myers, 1934 -- 3 espèces
- genre Halimochirurgus Alcock, 1899 -- 2 espèces
- genre Hollardia Poey, 1861 -- 3 espèces
- genre Johnsonina Myers, 1934 -- 1 espèce
- genre Macrorhamphosodes Fowler, 1934 -- 2 espèces
- genre Mephisto Tyler, 1966 -- 1 espèce
- genre Parahollardia Fraser-Brunner, 1941 -- 2 espèces
- genre Paratriacanthodes Fowler, 1934 -- 3 espèces
- genre Triacanthodes Bleeker, 1858 -- 4 espèces
- genre Tydemania Weber, 1913 -- 1 espèce

## Galerie

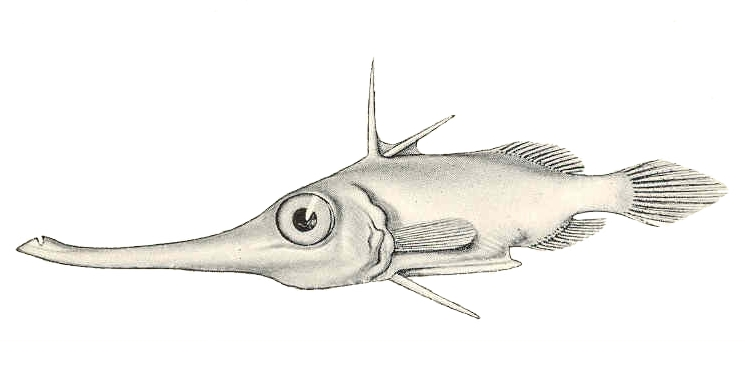
Halimochirugus centriscoides.
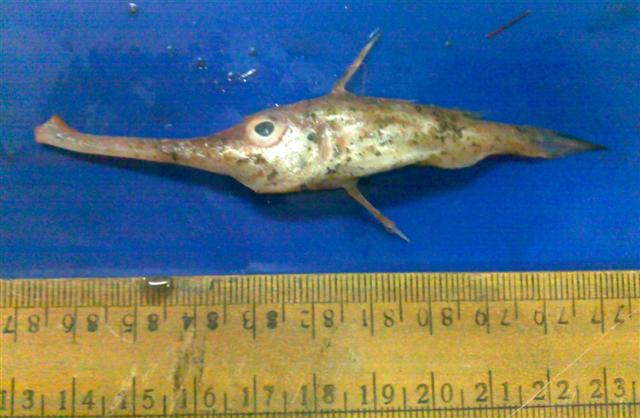
Macrorhamphosodes platycheilus.
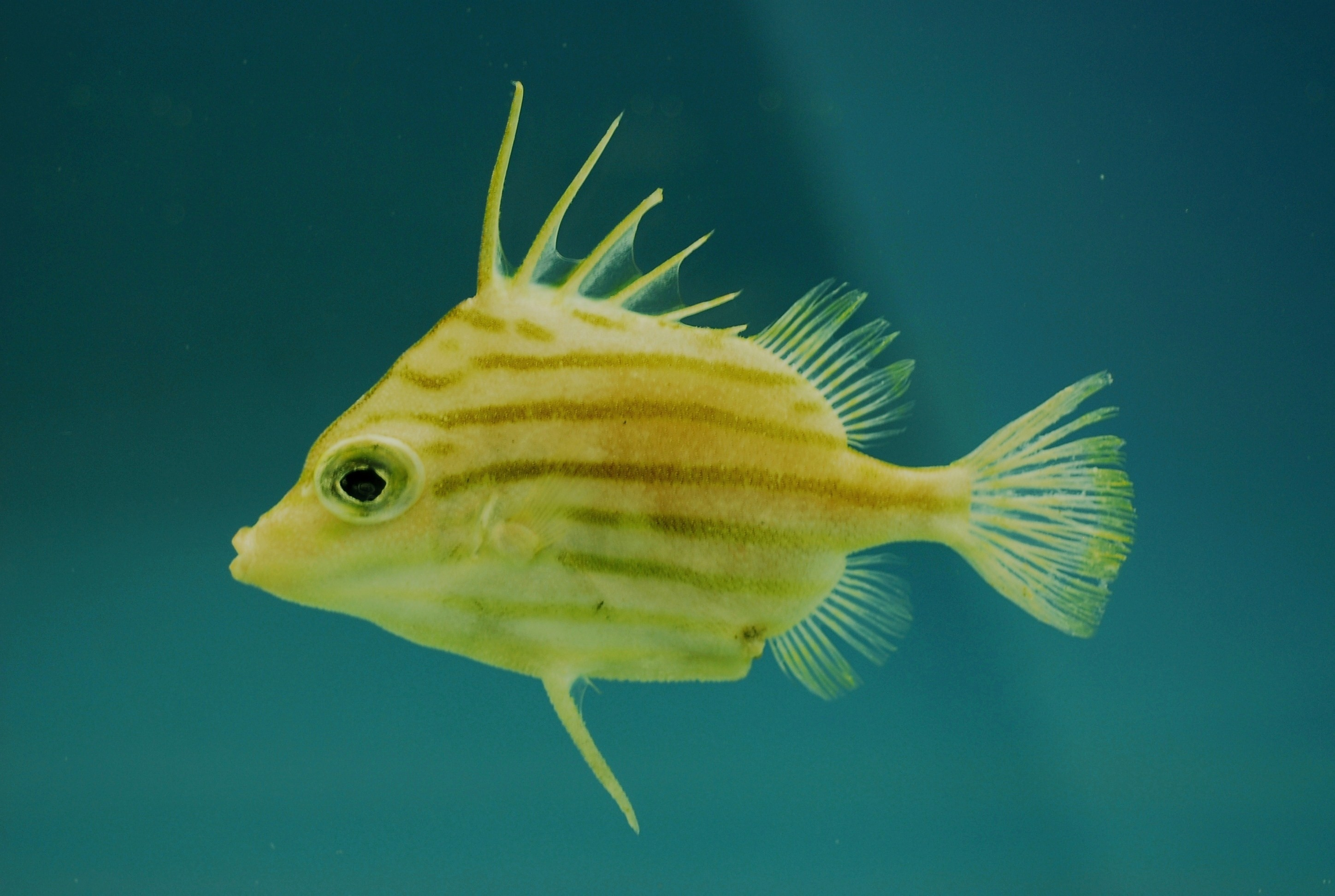
Parahollardia lineata.
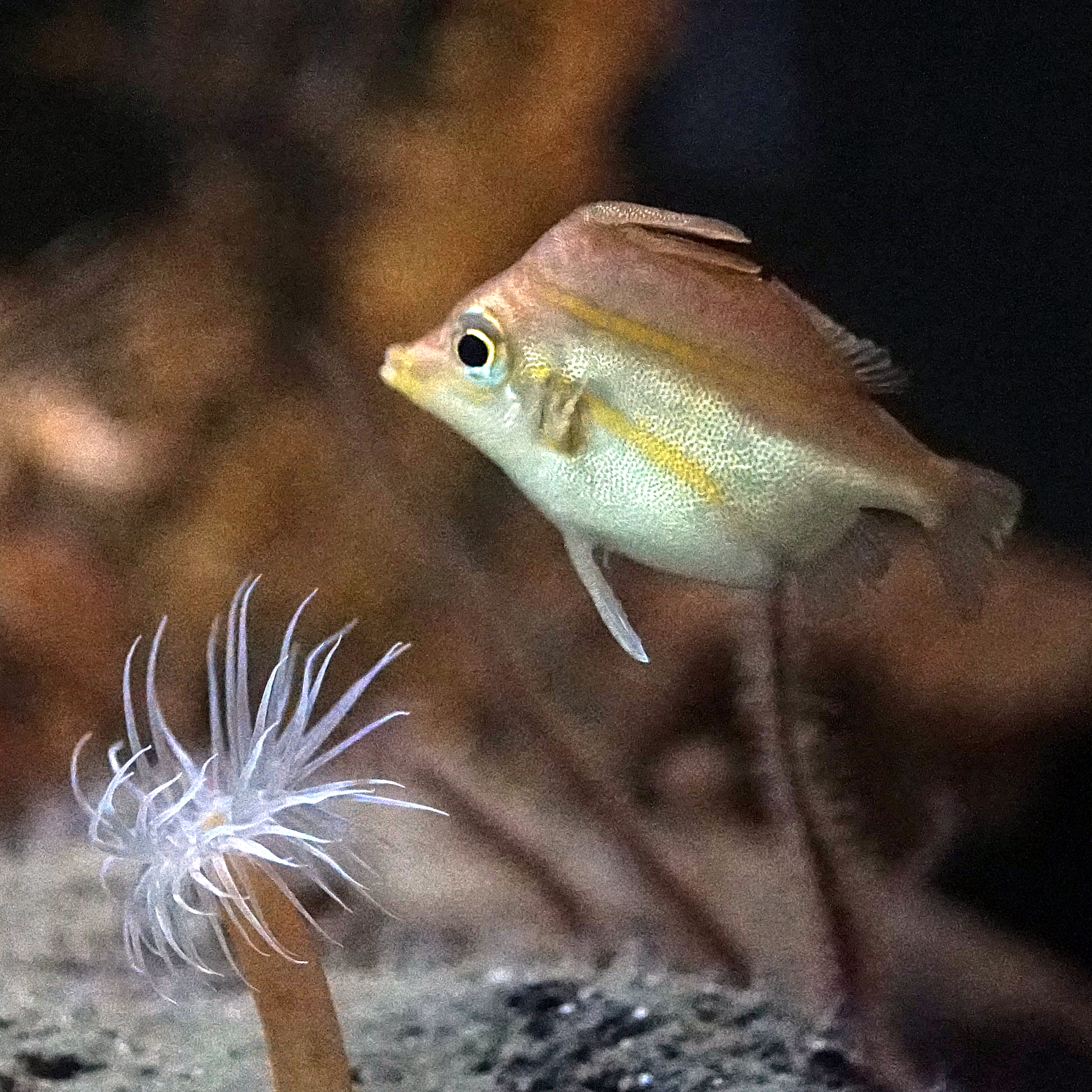
Triacanthodes anomalus.